# Szeroki Żleb (Kozi Wierch)

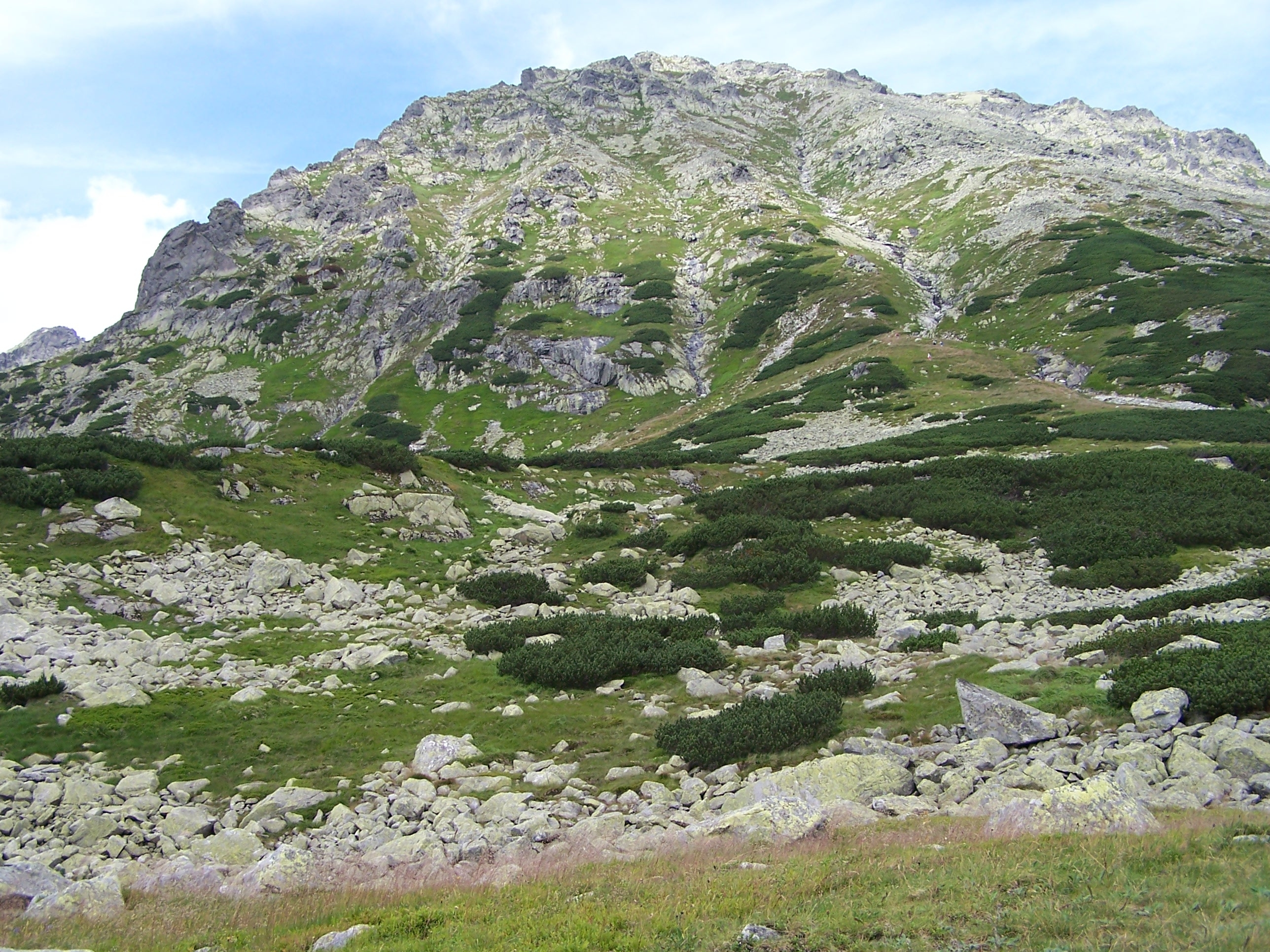
Widok na Szeroki Żleb z dna Doliny Pięciu Stawów

Szeroki Żleb – żleb w masywie Koziego Wierchu w polskich Tatrach Wysokich. Opada niemal spod samego szczytu w kierunku południowym (a dokładniej południowo-południowo-wschodnim) do dna Doliny Pięciu Stawów Polskich. Ma wylot po wschodniej stronie Niżniego Solniska i po północno-zachodniej stronie Wielkiego Stawu, w miejscu, gdzie od niebieskiego szlaku wiodącego dnem Doliny Pięciu Stawów odgałęzia się czarny szlak na Kozi Wierch. Szlak ten, łączący dno doliny z Orlą Percią biegnie zygzakami po zachodniej stronie Szerokiego Żlebu. Całe koryto żlebu jest kamienisto-piarżyste.
Po zachodniej stronie Szerokiego Żlebu w masyw Koziego Wierchu wcinają się jeszcze dwa płytsze i bezimienne żleby.